# Andreas Thon
Andreas Thon (* 19. Januar 1957) ist ein ehemaliger deutscher Fußballspieler. In der höchsten Spielklasse des DDR-Fußballs, der Oberliga, spielte er für den FC Rot-Weiß Erfurt.

## Sportliche Laufbahn
Nach Beendigung seiner Dienstzeit in der Nationalen Volksarmee, in der Thon in der Liga für die ASG Vorwärts Plauen spielte, wechselte er im Herbst 1979 innerhalb der zweithöchsten Spielklasse zur BSG Chemie Industriewerke Ilmenau. Zwei Jahre später wurde der damals 24-jährige Angreifer aus Ilmenau in das ostdeutsche Oberhaus zum FC Rot-Weiß Erfurt delegiert, bei dem er bereits vorher in Nachwuchs und dann 2. Mannschaft gekickt hatte. Am 11. Spieltag der Saison 1981/82 debütierte Thon in der Beletage beim Heimremis (1:1) gegen die BSG Chemie Buna Schkopau. Gut 20 Minuten vor Schluss kam er am 28. November 1981 für Hans-Joachim Teich auf den Platz, nachdem er drei Wochen zuvor das letzte Mal für Ilmenau in der Zweitklassigkeit aufgelaufen war.
In drei Spielzeiten für die Erstligaelf der Rot-Weißen erzielte Thon in 47 Partien bis zum Frühjahr 1984 vier Tore. Im Sommer 1985 ging es für den 1,75 Meter großen gelernten Kfz-Schlosser – nachdem er in der Vorsaison nicht mehr im Oberligateam, sondern in der RWE-Reserve in Ligastaffel B eingesetzt wurde – zurück nach Ilmenau.
Ab 1987 setzte Thon seine Laufbahn bei der BSG Motor Nordhausen fort. Dort hatte er bis zum Ende der 1. Halbserie der Saison 1988/89 weitere 38 Zweitligaeinsätze, inklusive jenen im kompletten Spieljahr 1987/88, zu verzeichnen, in denen ihm sieben Treffer gelangen. Im Sommer 1989 tauchte er vor der schlussendlichen Wendesaison in der Liga im Kader der BSG Motor Weimar auf, wurde aber nicht in Punktspielen aufgeboten und so verlor sich rund um den Mauerfall seine Spur im höherklassigen Fußball.